# Shotley Hall
Shotley Hall é uma mansão histórica listada como Grau II perto de Shotley Bridge em County Durham, Inglaterra, Reino Unido. Foi projetada no estilo arquitectónico neogótico por Edward Robert Robson, e a sua construção foi concluída em 1863.